# Ningyōchō (métro de Tokyo)
Ningyōchō (人形町駅, Ningyōchō-eki) est une station du métro de Tokyo sur les lignes Hibiya et Asakusa dans l'arrondissement de Chūō à Tokyo. Elle est exploitée conjointement par le Tokyo Metro et le Bureau des Transports de la Métropole de Tokyo (Toei).

## Situation sur le réseau
La station Ningyōchō est située au point kilométrique (PK) 8,3 de la ligne Hibiya et au PK 13,8 de la ligne Asakusa.

## Histoire
La station a été inaugurée le 31 mai 1962  sur la ligne Hibiya. La station de la ligne Asakusa ouvre le 30 septembre 1962 .

## Service des voyageurs

### Accès et accueil
La station de la ligne Asakusa se compose d'un quai central encadré par 2 voies. La station de la ligne Hibiya se compose de 2 quais encadrant 2 voies.
En moyenne en 2015, 80 257 voyageurs ont fréquenté quotidiennement la station côté Tokyo Metro et 49 799 voyageurs côté Toei.

### Desserte
- Ligne Hibiya :
  - voie 1 : direction Naka-Meguro
  - voie 2 : direction Kita-Senju (interconnexion avec la ligne Tōbu Skytree pour Kuki et Minami-Kurihashi)
- Ligne Asakusa :
  - voie 3 : direction Sengakuji (interconnexion avec la ligne principale Keikyū pour Shinagawa et l'aéroport de Haneda) ou Nishi-Magome
  - voie 4 : direction Oshiage (interconnexion avec la ligne principale Keisei pour Inba-Nihon-Idai, Shibayama-Chiyoda ou l'aéroport de Narita)

Installations de la station
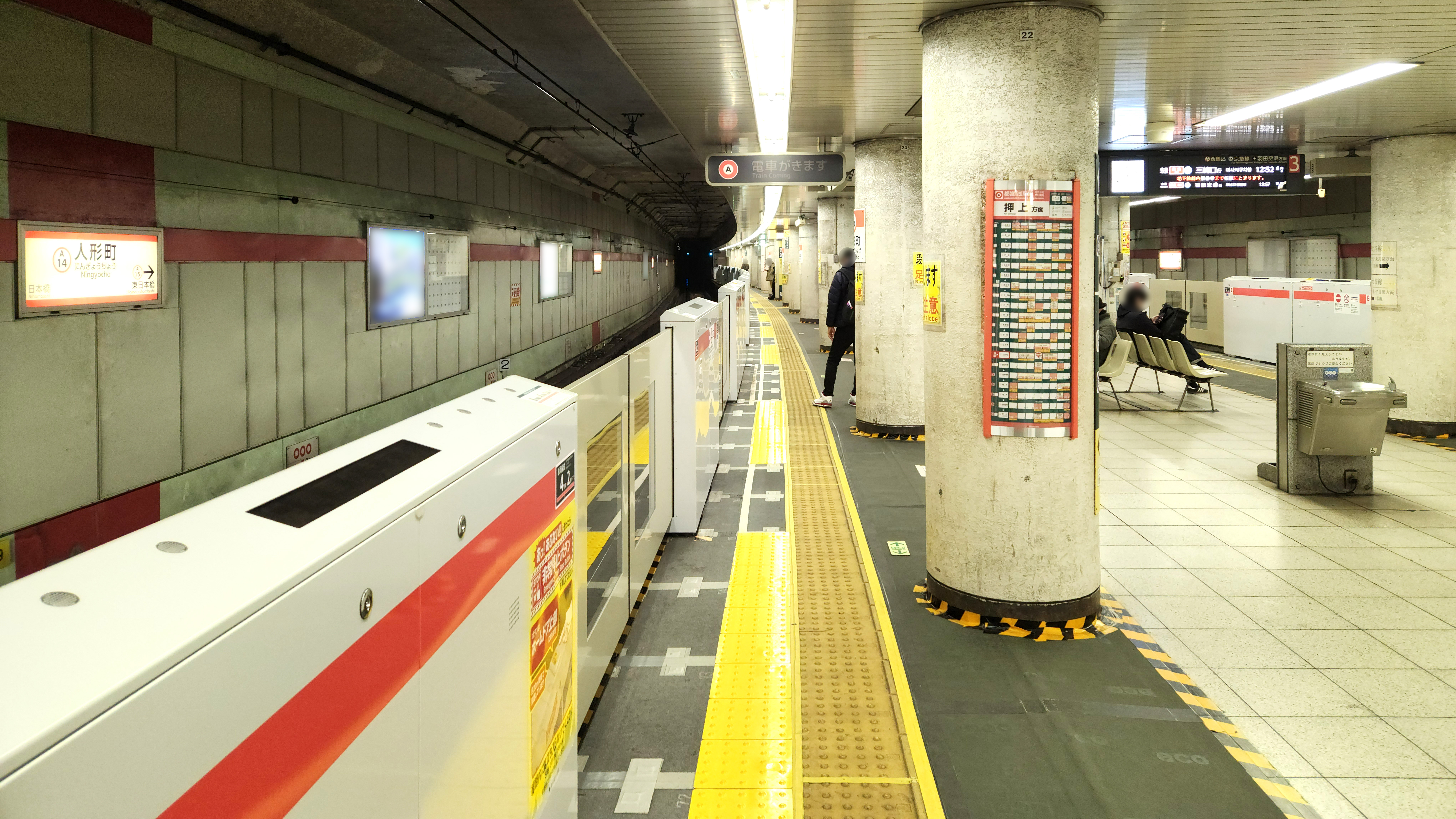
Quai de la ligne Asakusa
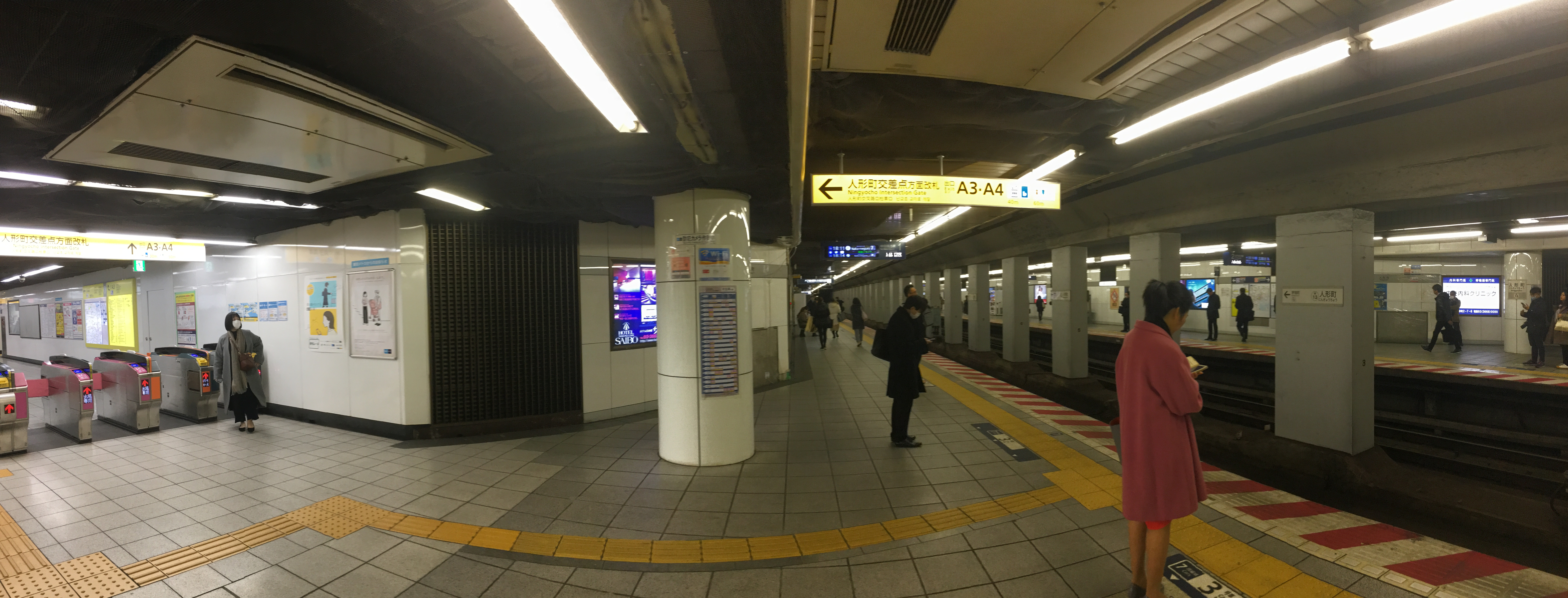
Quais de la ligne Hibiya